# Eparchia di Kolomna

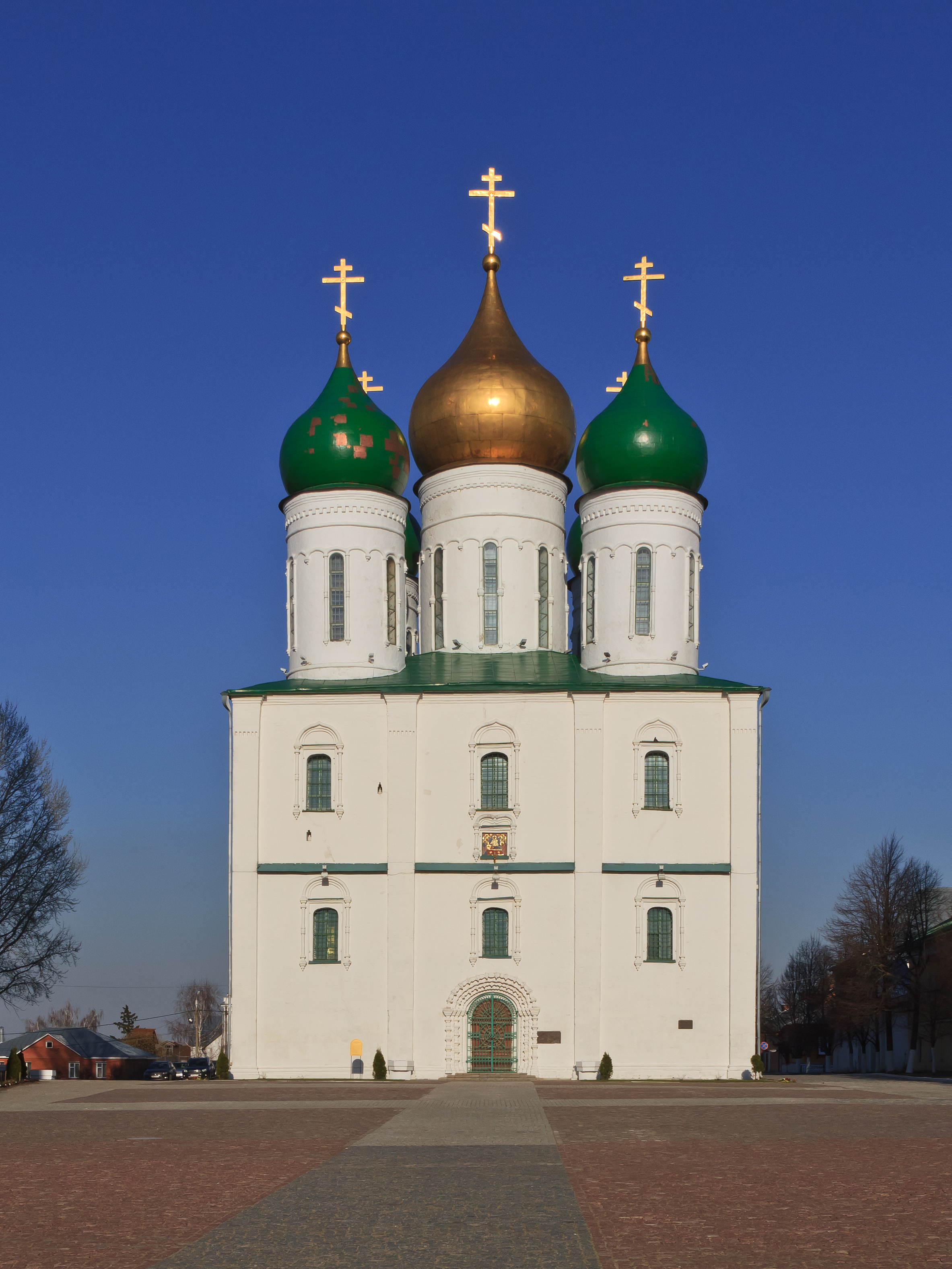
La cattedrale dell'Assunzione di Kolomna.

L'eparchia di Kolomna (in russo Коломенская епархия?) è una diocesi della Chiesa ortodossa russa, appartenente alla metropolia di Mosca.

## Territorio
L'eparchia comprende le città di Kolomna, Ramenskoe, Bronnicy, Žukovskij, Zarajsk, Kašira, Serebrjanye Prudy, Luchovicy, Voskresensk e Egor'evsk nella oblast' di Mosca nel circondario federale centrale.
Sede eparchiale è la città di Kolomna, dove si trova la cattedrale dell'Assunzione.
L'eparca ha il titolo ufficiale di «metropolita di Krutitsy e Kolomna».

## Storia
L'eparchia è stata eretta dal Santo Sinodo della Chiesa ortodossa russa il 13 aprile 2021 ricavandone il territorio dall'eparchia di Mosca, e contestualmente è entrata a far parte della metropolia di Mosca.